# Playa de El Pedrero
La playa de El Pedrero se encuentra en el concejo asturiano de Castrillón, España, y pertenece a la localidad de San Martín de Laspra. El grado de urbanización y de ocupación son bajos y su entorno es rural. El lecho tiene pequeñas zonas de arenas de grano medio y de color oscuro. Las bajadas peatonales son muy fáciles. Los grados de urbanización y ocupación son muy bajos.
Para acceder a la playa hay que localizar a los núcleos poblacionales más importantes de sus proximidades que en este caso son Arnao y Piedras Blancas y desde estas la llegada es muy fácil por la cercanía. Realmente es una cala muy utilizada por los pescadores aficionados y la bajada se hace por medio de unos escalones labrados en la roca que el tiempo ha ido deteriorando. Esta playa fue en su día, cuando la fábrica de Arnao estaba en auge, una playa privada. La situación de esta cala es un privilegio respectos a los vientos ya que los acantilados que la rodean la protegen de tal modo que sea con frecuencia la playa más resguardada del viento que sus vecinas de Arnao o Salinas. Sin embargo, el oleaje es mucho mayor y el mar suele estar más batido que en las otras playas cercanas. No tiene ningún servicio y las actividades recomendadas son la pesca submarina y la recreativa a caña.